# Alexius Friedrich Christian (Anhalt-Bernburg)
Alexius Friedrich Christian, Fürst (ab 1806 Herzog) von Anhalt-Bernburg (* 12. Juni 1767 in Ballenstedt; † 24. März 1834 ebenda) war ein regierender deutscher Landesfürst aus dem Geschlecht der Askanier.

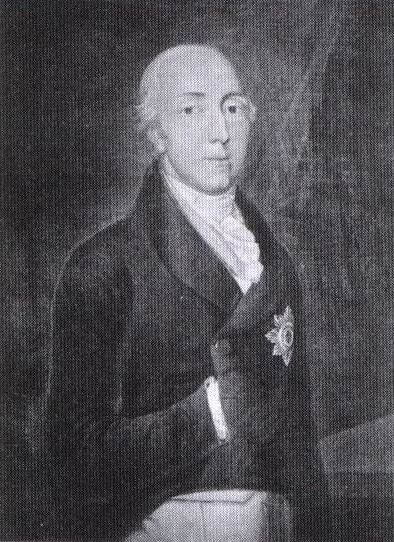
Fürst Alexius Friedrich Christian von Anhalt-Bernburg

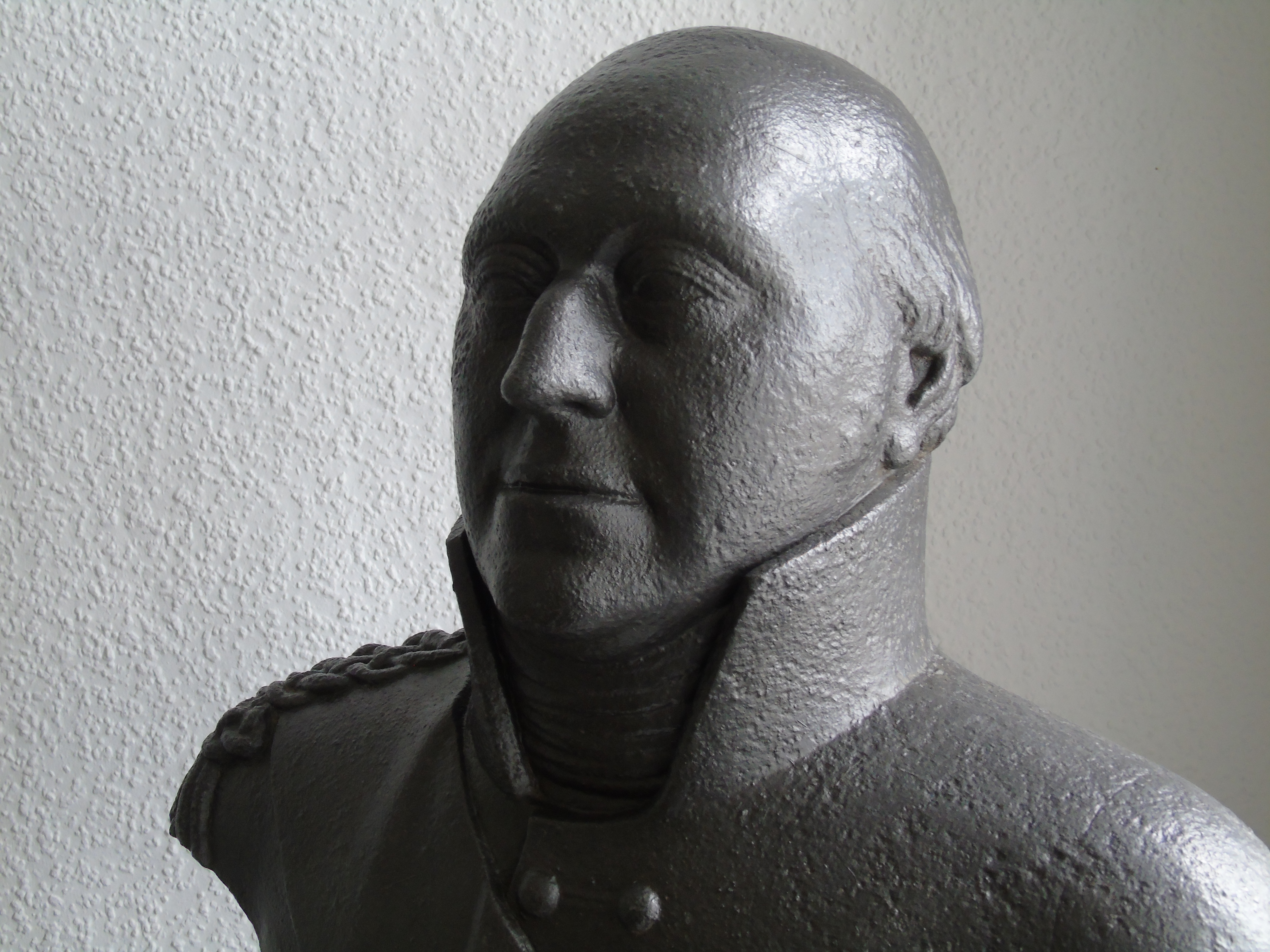
Büste von Alexius Friedrich Christian im Museum Burg Harzgerode

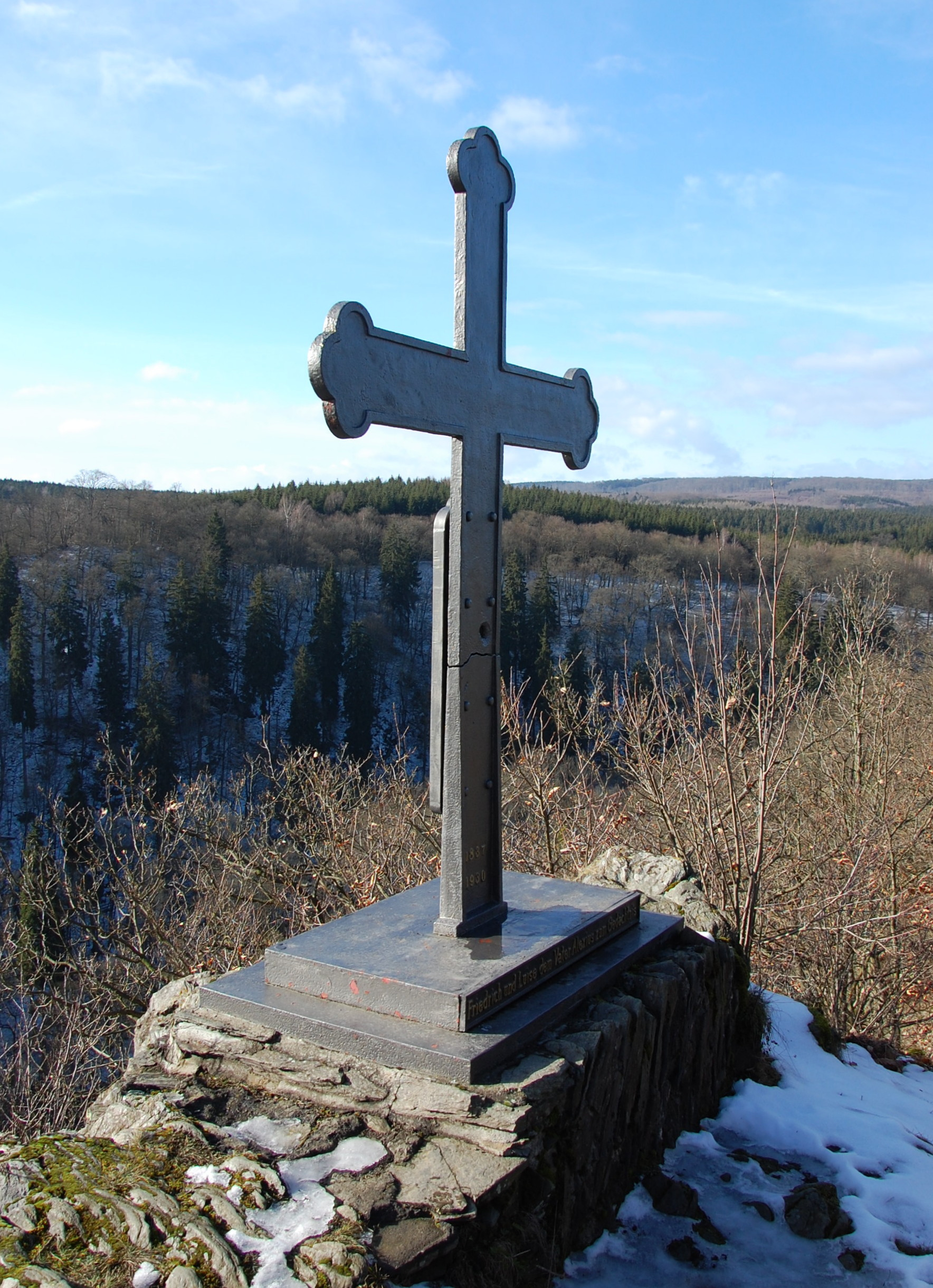
Alexiuskreuz

## Leben
Alexius wurde als einziger Sohn des Fürsten Friedrich Albrecht und seiner Gemahlin Louise Albertine von Holstein-Plön geboren und erhielt wie seine einzige Schwester Pauline eine vortreffliche Erziehung.
Nach dem Tod seines Vaters im Jahr 1796 trat er die Regierung an. Das Territorium von Anhalt-Bernburg vergrößerte sich 1797 durch die Zerbster Teilung um ein Drittel der ausgestorbenen Zerbster Linie, die Ämter Coswig und Mühlingen, im Jahr 1809 durch Einziehung der Deutschordenskommende Buro und 1812 nach Aussterben der Anhalt-Bernburg-Hoymer Linie durch das Amt Hoym sowie einige in Preußen liegende Exklaven.
Alexius sorgte für die Verbesserung des Schulwesens, baute und vergrößerte auch viele Kirchen und Schulen. Besonderes Interesse zeigte er für die Ausweitung des Straßennetzes, vor allem in den neu erworbenen Landesteilen. Dem Bergbau und dem Hüttenwesen wandte er ebenfalls große Aufmerksamkeit zu. Er ließ mehrere größere Bauprojekte ausführen, z. B. die später wieder zerstörte Saalebrücke in Bernburg (Saale), sowie 1826/27 das heutige Bernburger Carl-Maria-von-Weber-Theater. Weiter gründete er im Jahr 1810 das Alexisbad im Selketal sowie später das bei Gernrode auf preußischem Gebiet liegende Beringer Bad. 1812 ließ er in Mägdesprung für seinen Vater das Fürst-Friedrich-Albrecht-Denkmal errichten.
Religiös war er tolerant und aufgeklärt und erreichte in seinem Land 1820 die Union der beiden protestantischen Glaubensbekenntnisse. Im Jahr 1826 trat sein Land dem Deutschen Zollverein bei. 1828 begann er die Separationen und Grundentlastungen, und 1829 stiftete er eine allgemeine Beamten-, Witwen- und Waisenkasse.
Von Franz II., dem deutschen König und römischen Kaiser, erhielt er für sich und seine Nachkommen 1806 den herzoglichen Titel. Nach dem Ende des Heiligen Römischen Reiches trat er, wie seine Vettern in Dessau und Köthen, im Jahre 1807 dem Rheinbund bei. Ein Kontingent seiner Truppen kämpfte für Napoleon in Tirol, Spanien, Russland, Danzig und bei Kulm. Am 1. Dezember 1813 trat er aus dem Rheinbund aus und sandte seine Truppen mit den Verbündeten 1814 und 1815 nach Belgien und Frankreich. Am 8. Juni 1815 trat er dem Deutschen Bund bei.
Nach dem Tode des Herzogs Leopold Friedrich Franz von Anhalt-Dessau 1817, dem Senior des Hauses, übernahm er zu gleicher Zeit die Vormundschaft über den minderjährigen Herzog Ludwig August von Anhalt-Köthen und führte sie bis zu dessen Tod 1818.

## Ehen und Nachkommen
Am 29. November 1794 heiratete Alexius die Tochter des Kurfürsten von Hessen-Kassel, Marie Friederike von Hessen-Kassel (1768–1839). Mit ihr hatte er vier Kinder, von denen zwei bereits kurz nach der Geburt verstarben:
- Katharine Wilhelmine (*/† 1796)
- Luise (1799–1882)

⚭ 1817 Prinz Friedrich Wilhelm Ludwig von Preußen (1794–1863)
- Friedrich Amadeus (*/† 1801)
- Alexander Carl (1805–1863), Herzog von Anhalt-Bernburg

⚭ 1834 Prinzessin Friederike von Schleswig-Holstein-Sonderburg-Glücksburg (1811–1902).
Wegen der fortschreitenden Geisteskrankheit seiner Frau, die sie auch den beiden überlebenden Kindern vererbte, ließ sich Herzog Alexius am 6. August 1817 scheiden. Noch im selben Jahr vermählte er sich morganatisch mit Louise Dorothea Friederike von Sonnenberg (1781–1818), die seit der Eheschließung den Namen „von Hoym“ trug. Nach deren frühem Tod verband er sich 1819 wiederum in einer Ehe zur linken Hand mit ihrer Schwester Ernestine Charlotte von Sonnenberg (1789–1845), die daraufhin ebenfalls Frau von Hoym genannt wurde.

## Ehrungen
Der nach dem heiligen Alexius benannte askanische Herzog war der Gründer des Kurortes Alexisbad („Stahlbad Alexisbad im Harz“), das seinen Namen trägt. Zu seinen Ehren wurde im Jahre 1837 von seiner Tochter Luise und ihrem Ehemann bei Mägdesprung das Alexiuskreuz gestiftet. Der Herzog-Alexis-Erbstollen im Selketal ist ebenso nach ihm benannt.

## Orden
- Ritter des hessen-casselischen Hausordens vom Goldenen Löwen, 27. November 1794[1]